# ژان پنجم
پاپ ژان پنجم (به انگلیسی: John V) یکی از پاپ‌های کلیسای کاتولیک رم بود که در سوریه به دنیا آمد و از ۶۸۵ تا ۶۸۶ میلادی پاپ بود.